# Гущерак
Гу̀щера̀к или Гу̀щерѐк (на гръцки: Χάρακας, Харакас, до 1927 година Γκιουστερέκ, Гюстерек или Γιουζδερέκ, Гюздерек) е обезлюдено село в Република Гърция, разположено на територията на дем Неврокоп (Неврокопи) в област Източна Македония и Тракия.

## География
Гущерек се намира на южните склонове на Бесленския рид. Съседните му села са Махаледжик, Белотинци, Бутим, Блатчен, Дебрен, Ракищен, Беслен и Теплен. Селото се намира почти на самата граница с България.

## История

### Етимология
Според Йордан Н. Иванов името на селото Гущерак е производно от гущер с наставка -ак.

### В Османската империя
В съкратен регистър на тимари, зиамети и хасове в ливата Паша от 1519 година село Кущерак е вписано както следва - немюсюлмани: 13 домакинства, неженени - 1, вдовици - 1. В подробен регистър на тимари, зиамети, хасове, чифлици, мюлкове и вакъфи в казите и нахиите по териториите на санджака Паша от 1524-1537 година от село Гущерак са регистрирани немюсюлмани: 9, неженени - 4, вдовици - 1. В съкратен регистър на санджаците Паша, Кюстендил, Вълчитрън, Призрен, Аладжа хисар, Херск, Изворник и Босна от 1530 година са регистрирани броят на мюсюлманите и немюсюлманите в населените места. Регистрирано е и село Гущерак с немюсюлмани: 9 домакинства, неженени - 4, вдовици - 1. В подробен регистър на санджака Паша от 1569-70 година е отразено данъкоплатното население на Гущерек както следва: немюсюлмани - 10 семейства, 10 неженени, 1 бащина и 3 вдовици.
В списък на селищата и броя на немюсюлманските домакинства във вилаета Неврокоп от 13 март 1660 година село Гущерак е посочено като село, в което живеят 31 немюсюлмански семейства. В подробен регистър за събирането на данъка авариз от казата Неврокоп за 1723 година от село Гущерек са зачислени 16 мюсюлмански домакинства.
В XIX век Гущерек е мюсюлманско село в Неврокопска каза на Османската империя. В „Етнография на вилаетите Адрианопол, Монастир и Салоника“, издадена в Константинопол в 1878 година и отразяваща статистиката на населението от 1873 година, Гущерек (Gouschtérek) е посочено като село с 38 домакинства и 120 жители помаци. Според Стефан Веркович към края на XIX век Гущерек (Гуштерек) има помашко мъжко население 125 души, което живее в 38 къщи. Съгласно статистиката на Васил Кънчов („Македония. Етнография и статистика“) към 1900 година Гущерек (Гущерякъ) е българо-мохамеданско селище. В него живеят 200 българи-мохамедани в 25 къщи. Кънчов също така посочва, че в селото има и 20 турски къщи, а жителите на селото изваждат воденични камъни, които са наречени „тепленски“.

### В Гърция
Селото е освободено от османска власт по време на Балканската война от части на българската армия. След Междусъюзническата война от 1913 година Гущерак попада в пределете на Гърция. Според гръцката статистика, през 1913 година в Гущерек (Γκουστερέκ) живеят 280 души (според Тодор Симовски 378 души), а през 1920 година 329 души.
През 1923 година жителите на селото са изселени в Турция по силата на Лозанския договор. През 1928 година в Гущерек са заселени 15 гръцки семейства с 50 души - бежанци от Турция ири според други данни двадесетина семейства с 58 души. През 1927 година името на селото е сменено от Гюстерек (Γκιουστερέκ) на Харакас (Χάρακας). Поради лошите условия за живот, колонистите се изселват и селото е заличено.
| Година    | 1913 | 1920 | 1928 | 1940 | 1951 | 1961 | 1971 | 1981 | 1991 | 2001 | 2011 | 2021 |
| --------- | ---- | ---- | ---- | ---- | ---- | ---- | ---- | ---- | ---- | ---- | ---- | ---- |
| Население | 378  | 329  | 58   |      |      |      |      |      |      |      |      |      |